# PNC Financial Services
PNC Financial Services – amerykańska korporacja sektora usług finansowych. Operuje siecią banków w USA, gdzie jest siódmym bankiem (PNC Bank) pod względem wielkości depozytów, szóstym pod względem majątku, piątym pod względem liczby siedzib i trzecim pod względem liczby bankomatów. PNC operuje na wschodzie USA. Siedzibą HQ PNC jest Pittsburgh (wieżowiec One PNC Plaza). Wartość majątku PNC jest szacowana na 271,205 miliardów $. Akcje PNC są notowane na New York Stock Exchange i wchodzą w skład indeksu S&P 500.
W Pittsburghu grupa PNC wykupiła prawa do używania swojej nazwy w nazwie kilku obiektów, w tym stadionów sportowych PNC Park i PNC Arena.